# Festungsmoschee

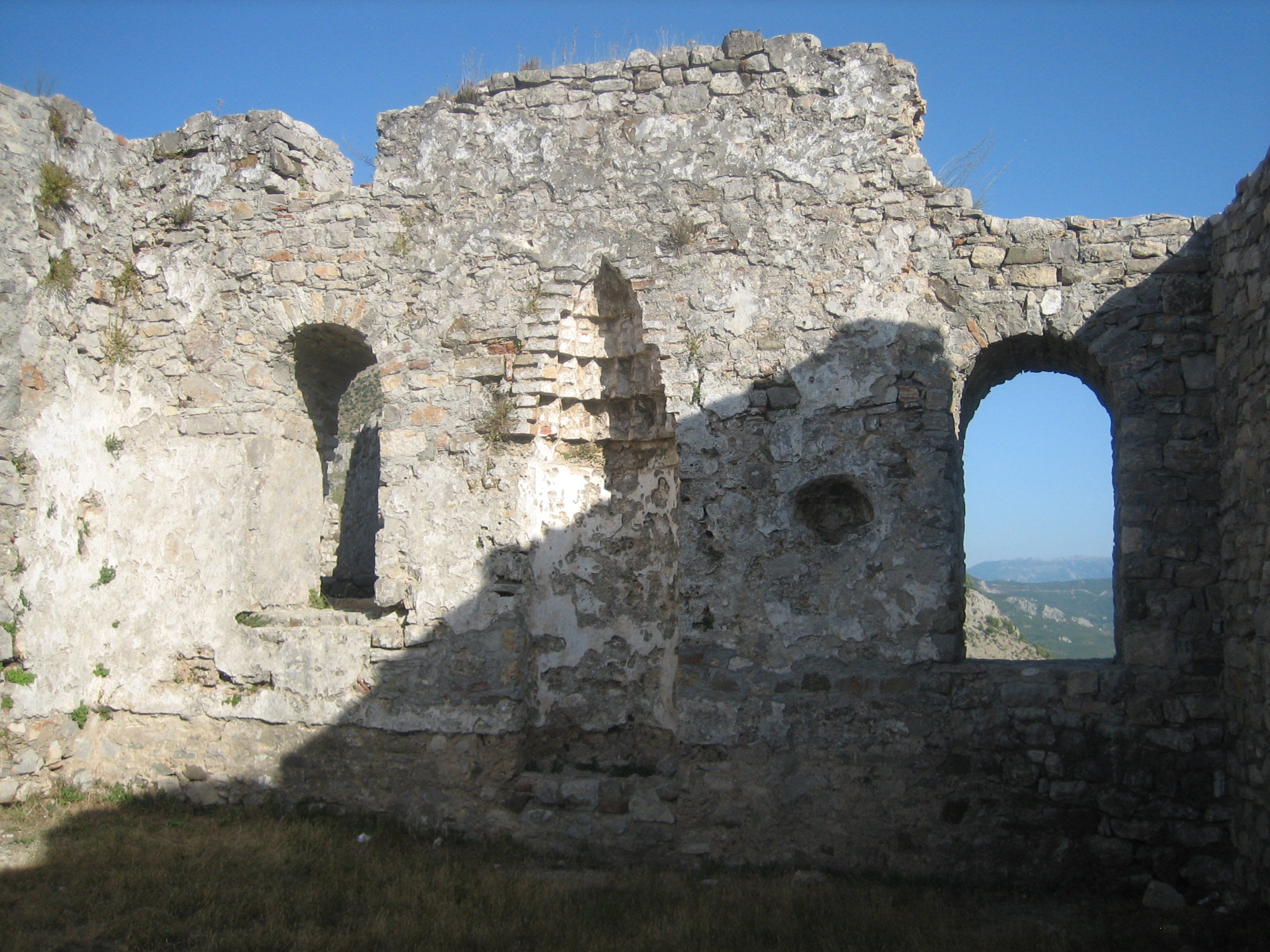
Mihrab der Moschee

Die Festungsmoschee (albanisch Xhamia e Kalasë), oder auch Fortmoschee genannt, ist eine in Ruinen liegende Moschee in der nordalbanischen Stadt Lezha. Sie ist nationales Kulturdenkmal.
Die Moschee befindet sich innerhalb der Burg, die über der Stadt thront. Der Burghügel (172 m ü. A.) wurde in der Antike im 6. Jahrhundert v. Chr. befestigt und später zur Akropolis der Stadt. Ab 1393 nutzten die Venezianer die Burg. Nachdem die Osmanen Lezha im Jahr 1478 erobert hatten, wurde die Zitadelle im 16. Jahrhundert unter Sultan Süleyman I. – dem Prächtigen – zur Zitadelle ausgebaut. Aus dieser Zeit stammt auch die Moschee, vermutlich im Jahr 1522.
Es handelte sich um einen fast quadratischen Bau mit Kuppel, von dem die Außenmauern noch mehrheitlich erhalten sind. Die Größe beträgt neun auf siebeneinhalb Meter. Das Mihrab ist etwa dreieinhalb Meter hoch.